# Henri d'Harcourt (1654-1718)
Pour les articles homonymes, voir Henri de Lorraine-Harcourt.
Henri d'Harcourt (1654-1718), premier duc d’Harcourt en 1700, maréchal de France en 1703, marquis de Beuvron en 1705, pair en 1709, est un gentilhomme, militaire et diplomate français.

## Biographie

### Origines et famille
Henri d'Harcourt appartient à la maison d'Harcourt, l'une des plus puissantes et des plus anciennes familles nobles normandes, dont l'origine remonte au XIe siècle. Il est l'arrière-petit-fils de Timoléon d'Espinay Saint-Luc, maréchal de France.
Henri d'Harcourt naît le 2 avril 1654,. Il est l’aîné des enfants de François III d'Harcourt (1627-1705), lieutenant général au gouvernement de la Haute-Normandie, et de sa première femme, Catherine Le Tellier de Tourneville, épousée en 1648. En 1658, à la mort de son père François II (1598-1658 ; marié en 1626 à Renée d'Espinay-Saint-Luc), François III devient à son tour marquis de Beuvron,.
Henri d'Harcourt est connu d’abord sous le titre de courtoisie de marquis d'Harcourt (parfois marquis de Harcourt).

### Entrée au service
En 1673, pendant la guerre de Hollande, Henri d'Harcourt entre au service comme cornette de la compagnie mestre de camp du régiment de cavalerie de Thury, appartenant à son oncle Louis d'Harcourt, marquis de La Mothe et de Thury (Brevet du 2 août 1673),. Il sert comme aide de camp du maréchal de Bellefonds. En 1674, il est aide de camp du maréchal de Turenne, qui commande l'armée du Rhin. D'Harcourt participe au siège d’Unna, qui est prise le 5 février. Le 16 juin, il combat à Sinsheim (entre Heidelberg et Heilbronn) sous le même maréchal, qui y défait le duc de Lorraine et le comte de Caprara. D'Harcourt se trouve à la bataille d'Entzheim le 4 octobre, au combat de Mulhouse le 29 décembre, et à celui de Turckheim le 5 janvier 1675.

### Colonel

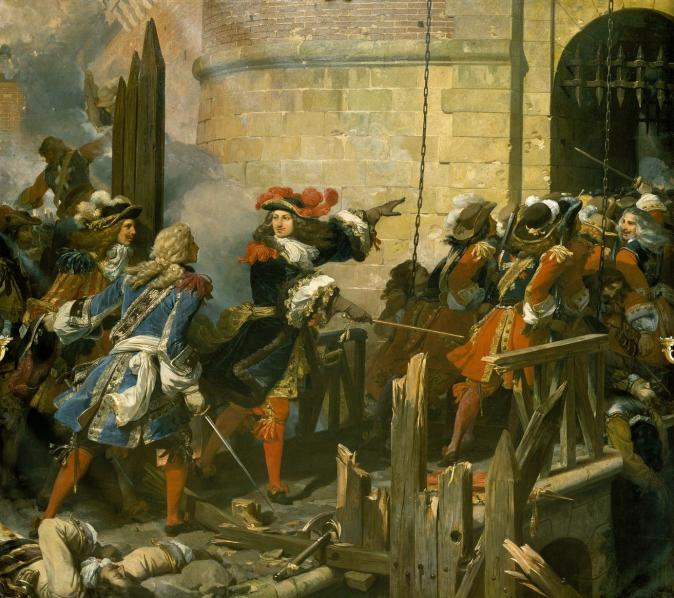
Prise de Valenciennes en 1677.

En février 1675, sur la démission du marquis de Sourches, il est nommé colonel d’un régiment d'infanterie, qui devient régiment d'Harcourt (commission du 20 février 1675). Il va rejoindre ce régiment en Flandre, où il finit la campagne. En 1675, il sert en Allemagne.
En 1677, il est au siège de Valenciennes. La place est prise le 17 mars 1677. Le marquis de Bourlemont ayant trouvé la mort, le roi pourvoit Harcourt ce jour-là colonel du régiment de Picardie (commission du 17 mars 1677). À sa tête, il prend part au siège de Cambrai et à celui de la citadelle, où il est blessé. Il joint ensuite l’armée d’Allemagne, commandée par le maréchal de Créquy. Il est avec deux bataillons au siège de Fribourg.
En 1678, sur la démission de son père, il est fait lieutenant général au gouvernement de la Haute-Normandie (provisions données à Saint-Germain-en-Laye le 10 mai 1678). Le 6 juillet, sous le maréchal de Créquy, il se distingue à Rheinfelden, où le comte de Starhemberg est défait. Il se signale au passage de la Kinzig et au siège de Kehl, place emportée l’épée à la main. On le nomme alors inspecteur général de l’infanterie, par ordre du 20 décembre 1682.

### Brigadier
En mars 1683, il est fait brigadier d’infanterie, par brevet du 30 mars 1683. En 1684, on l’emploie en cette qualité à l’armée de Flandre, sous le commandement duc d'Orléans et du maréchal de Schomberg : cette armée couvre le siège de Luxembourg. Le 31 juillet 1687, il épouse Marie Anne Claude Brulart de Genlis (1669-1750).

### Maréchal de camp
En août 1688, à la veille de la guerre de la Ligue d'Augsbourg, il devient maréchal de camp, par brevet du 24 août 1688. Il est employé à l’armée du Dauphin, en Allemagne. Au siège de Philippsburg, il se distingue dans la prise de l’ouvrage à cornes. En février 1689, il se démet de son inspection. Le 4 novembre, naît son premier fils, François.
En 1690, il a le commandement dans la province de Luxembourg et dans le comté de Chiny à la place du marquis d’Huxelles. Il met à contribution les pays de Juliers et de Cologne. En février 1691, il se démet du régiment de Picardie. En octobre 1691, on étend son commandement jusque sur la Moselle. Il sert en 1692, sous le maréchal de Boufflers, dans l’armée de la Moselle.
En août, il retourne à son commandement. À Ourteville, le 8 septembre, apprenant que les ennemis — 18 000 hommes des troupes de Neuburg et de Cologne — ont détaché 4 000 hommes sans bagages pour le surprendre, il marche contre eux. Les deux corps n’étant séparés que par un ruisseau, les ennemis forment 30 escadrons, et leurs dragons mettent pied à terre pour profiter de l’avantage des haies en escarmouchant. D'Harcourt, à la tête d’un corps de cavalerie, les charge et les rompt. La plus grande partie des dragons ennemis abandonnent leurs chevaux, et prennent la fuite : 800 d'entre eux sont néanmoins faits prisonniers. Dans la longue poursuite qui s'engage, plus de 300 autres sont tués, dont leur commandant et deux mestres de camp. Le comte de Welen, qui commande les troupes de Neuburg, est pris avec 150 de ses soldats ou officiers.
En décembre 1692, chargé de faire le siège de Rheinfelden et de Saint-Ghenner, le comte de Taliari est blessé. D'Harcourt prend le commandement. Il assure la retraite de l’armée qui vient d'assiéger Rheinfelden. Commandés par le landgrave de Hesse-Cassel, les ennemis, bien qu’en nombre supérieur, n'interviennent pas.

### Lieutenant général des armées du roi
En mars 1693, d'Harcourt est créé lieutenant général des armées du roi. En juin, à la mort du marquis de Maulévrier, il obtient le gouvernement de Tournai. Le 19 juillet, il investit la ville de Huy, qui capitule le 22. Le 29, joignant avec ses troupes le maréchal de Luxembourg, d'Harcourt contribue en bonne partie à la victoire de Neerwinden,. En 1694, il commande l’armée de la Moselle sous le maréchal de Boufflers. En 1695, il a le même commandement. En mars 1696, il se voit confier l’armée qui doit passer en Angleterre pour rétablir Jacques II. Ce projet reste sans lendemain. En avril, d'Harcourt vient commander sur la Moselle (pouvoir du 17 avril 1696), puis à Luxembourg pendant l’hiver. En mai 1697, il commande à nouveau l’armée de la Moselle (pouvoir du 7 mai 1697).

### Ambassadeur
La guerre de la Ligue d'Augsbourg prend fin le 21 septembre 1697. D'Harcourt est nommé ambassadeur en Espagne.
Trois ans plus tard, en 1700, il demande à revenir en France. Il est remplacé par le marquis de Blécourt. On apprend bientôt que le roi d'Espagne Charles II est mourant. Il n'a pas d'enfant, ce qui pose un problème de succession exacerbant les tensions entre les puissances européennes. Le 13 octobre, on confie à d'Harcourt le commandement de l’armée qui doit s’assembler à la frontière espagnole (pouvoir du 13 octobre 1700). Deux jours plus tard, il reçoit le commandement en Guyenne, au pays de Foix, en Navarre et en Béarn (commission du 15 octobre 1700). Il part pour Bayonne le 23 octobre, avec pour mission préliminaire de prendre les places du Guipuscoa. Mais tout s'arrête : le 1er novembre, Charles II meurt, laissant un testament où il désigne comme son successeur le duc d'Anjou, petit-fils de Louis XIV.

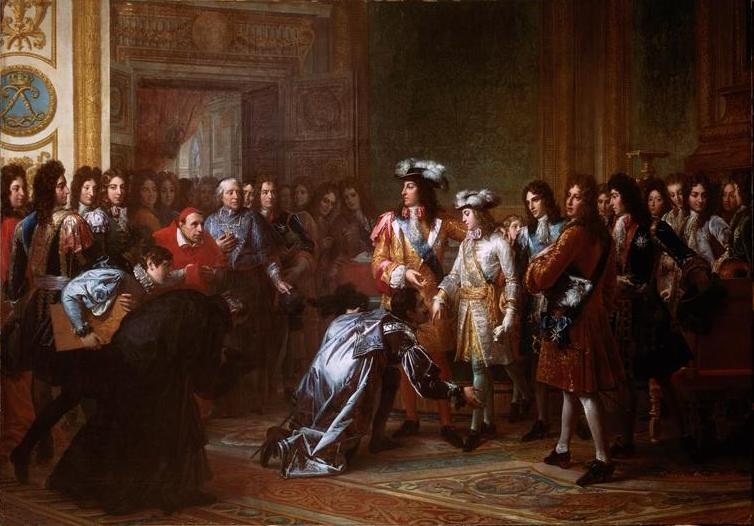
Philippe de France, duc d'Anjou, proclamé roi d'Espagne, par Gérard.

Le messager devant informer le roi de France de cette volonté fait halte à Bayonne. Comme il est malade, d'Harcourt le remplace par un de ses propres messagers, s'attribuant ainsi l'avantage d'annoncer la nouvelle. Le 16 novembre, Louis XIV accepte les dispositions du testament. Le duc d'Anjou devient roi d'Espagne sous le nom de Philippe V. Le lendemain, d'Harcourt, qui n'est en rien intervenu dans la décision de Charles II, est déclaré duc héréditaire. Le marquisat de Thury (qu'il a acheté à son cousin homonyme, Henri d'Harcourt) est érigé en duché sous le nom d'Harcourt,. Le nouveau duc est nommé une nouvelle fois ambassadeur en Espagne.
Le 2 avril 1701 naît son fils Anne Pierre. En octobre, le mauvais état de santé du duc d'Harcourt l’oblige à revenir en France. En février 1702, il refuse de partir commander en Italie, car, très en faveur auprès de madame de Maintenon. Si l'on en croit Saint-Simon, François III, le père du duc d'Harcourt, « avait autrefois été plus que bien avec madame Scarron », future madame de Maintenon. Celle-ci, par ailleurs, ne compte qu'un ministre « à elle » sur les quatre qui siègent au Conseil d'en haut : Chamillart. Elle aimerait en compter un de plus, « et voulait donc y faire entrer Harcourt ». Il a de fréquents entretiens particuliers avec le roi, et bon espoir de devenir ministre. Mais son mépris affiché pour les ministres en place déplaît à Louis XIV, qui lui ferme « la porte du Conseil déjà entrouverte. »

### Maréchal de France

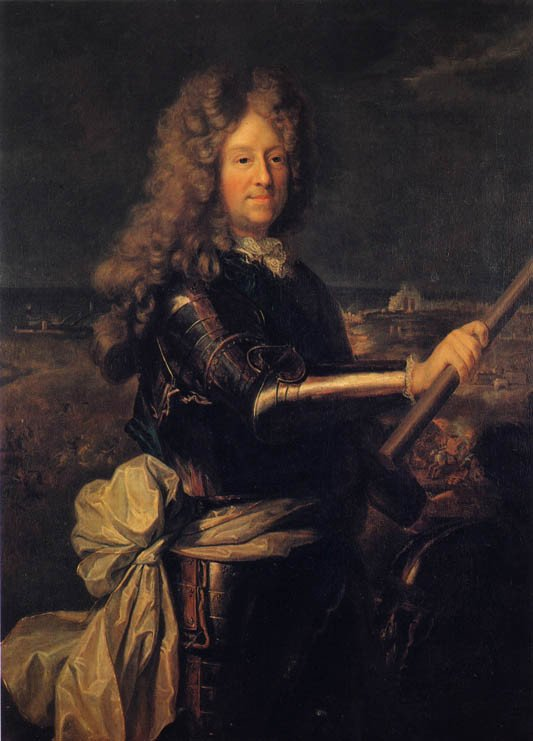
Le maréchal d'Harcourt, d'après un tableau disparu d'Hyacinthe Rigaud.

Élevé à la dignité de maréchal de France, d'Harcourt prête serment le 28 janvier 1703. En février, il est pourvu d'une compagnie de gardes du corps du roi, vacante par la mort du maréchal de Lorges. Il est fait chevalier des ordres du roi le 2 février 1705. Son père, le marquis de Beuvron, meurt en avril. Henri d'Harcourt devient marquis de Beuvron.
En juin 1709, commandant l’armée d’Allemagne, il met en sûreté les lignes de Wissembourg, menacées par duc de Hanovre. Il charge un détachement de veiller à la garde du Rhin, dans la Haute-Alsace. Le 20 août, il détache le comte du Bourg, avec ordre d’attaquer le général de Mercy, qui est battu à Rumersheim. D'Harcourt reprend Hagenbach le 26 août. En novembre, il est créé pair de France.
En 1710, il commande l’armée d’Allemagne. En juillet, il obtient la lieutenance générale au gouvernement de la Franche-Comté, vacante par la mort du marquis de Renty. Il commande l’armée de Flandre. En 1711, commandant l’armée du Rhin avec le maréchal de Bezons, il tire des contributions des bailliages de Spire, de Landau et de Germersheim. En 1712, il commande la même armée, conjointement avec le même maréchal. En juillet, il se démet de la lieutenance générale de la Franche-Comté en faveur de son fils aîné François. En 1715, il est désigné par Louis XIV pour être gouverneur du futur Louis XV en cas de décès du maréchal de Villeroy. Le 7 septembre, il est nommé conseiller au conseil de Régence.
Il entreprend l'agrandissement de son château de Thury-Harcourt. Inachevés à son décès, les travaux sont poursuivis par sa veuve.
En 1716, un accident vasculaire cérébral le prive de la parole pour la fin de ses jours. Il meurt à Paris le 19 octobre 1718, à 64 ans.

## Mariage et descendance
Henri d'Harcourt épouse le 31 juillet 1687 Marie Anne Claude Brulart de Genlis, fille et unique héritière de Claude Charles Brulart, marquis de Genlis, comte de Sézanne, baron de Béthencourt, colonel du régiment d'Artois, et d'Angélique de Fabert. Elle devient en 1739 dame de Pisy. Elle était la petite-fille d'Abraham Fabert, marquis d'Esternay, maréchal de France en 1658. Elle meurt à Paris, paroisse Saint Sulpice, le 15 décembre 1750, à 82 ans.
De cette union, sont issus : 
- Charlotte Henriette d'Harcourt, religieuse, supérieure de la Visitation de Bayeux (1688-1760) ;
- François d'Harcourt, 2e duc d'Harcourt (1718), maréchal de France (1689-1750), marié en 1716 avec Marguerite Louise Sophie de Neufville de Villeroy, morte sans postérité en 1716 , puis en 1717, avec Marie-Madeleine Le Tellier de Louvois, morte à Paris le 17 mars 1735[31]. Du second mariage, sont issus 3 filles et un fils, mort jeune avant son père.
- Louis Henri d'Harcourt, comte de Beuvron, gouverneur du vieux-palais de Rouen, lieutenant-général du Roi en Normandie, colonel du régiment d'Auxerrois (1692-1716). Sans alliance ;
- Louis Abraham d'Harcourt, 3e duc d'Harcourt (pendant trois mois seulement, après la mort de son frère), prêtre, doyen du chapitre de la cathédrale Notre-Dame de Paris, commandeur de l'Ordre du Saint Esprit (1694-1750). À sa mort, le 27 septembre 1750, il a pour successeur, comme 4e duc d'Harcourt, son frère, Anne Pierre d'Harcourt ;
- Claude Lydie d'Harcourt (1696-1750), mariée en 1720 avec Gabriel René de Mailloc, marquis de Mailloc, seigneur du Champ de Bataille, mort sans postérité en 1724 ;
- Louise Angélique d'Harcourt, religieuse, supérieure des religieuses de la Visitation de Bayeux, comme sa sœur aînée (1699-1762) ;
- Anne Pierre d'Harcourt, 4e duc d'Harcourt (1750), maréchal de France (1701-1783), marié en 1725 avec Thérèse Eulalie de Beaupoil de Saint Aulaire, fille unique de Louis de Beaupoil, marquis de Saint Aulaire, maréchal des camps et armées du Roi, colonel du régiment d'Enghien Infanterie, et de Marie Thérèse de Lambert. Elle meurt en 1739. Dont postérité (ducs d'Harcourt aux XVIIIe, XIXe, XXe et XXIe siècles) ;
- Henri Claude, comte d'Harcourt (1704-1769), seigneur de Cheverny, lieutenant général des armées du Roi, lieutenant général au gouvernement de l'Orléanais pour le département du Blésois , marié en 1742 avec Marie-Madeleine Thibert des Martrais. Sans postérité[N 20].

## Portrait parSaint-Simon
« Harcourt, avec les manières les plus polies, les plus affables, les plus engageantes, les plus ouvertes, était l'homme du monde le plus haut, le plus indifférent excepté à sa fortune […] Il avait beaucoup d'esprit, juste, étendu, aisé à se retourner et à prendre toutes sortes de formes, surtout séduisant, avec beaucoup de grâces dans l'esprit […] Personne n'était de meilleure compagnie : ployant, doux, accessible, facile à se faire tout à tous, et par là s'était fait extrêmement aimer partout et s'était fait une réputation […] Droit et franc quand rien ne l'en détournait ; au moindre besoin, la fausseté même et la plus profonde, et toujours plein de vues pour soi, et de desseins personnels […] En tout, un homme très capable, très lumineux, très sensé ; un bel esprit net, vaste, judicieux, mais avare, intéressé, rapportant tout à soi, fidèle uniquement à soi, d'une probité beaucoup plus qu'équivoque, et radicalement corrompu par l'ambition la plus effrénée. Il était l'homme de la cour le plus propre à devenir le principal personnage, le plus adroit en détours, le plus fertile en souterrains et en manèges […] Il était assez supérieur à lui-même pour sentir ce qui lui manquait du côté de la guerre, quoiqu'il en eût des parties ; mais les grandes, il n'y atteignait pas […] Il était gros, point grand, et d'une laideur particulière et qui surprenait, mais avec des yeux si vifs et un regard si perçant, si haut, et pourtant si doux, et toute une physionomie qui pétillait d'esprit et de grâces, qu'à peine le trouvait-on laid. »